# Šentpavel na Dolenjskem
Šentpavel na Dolenjskem este o localitate din comuna Ivančna Gorica, Slovenia, cu o populație de 143 de locuitori.